# Xiphophorus nigrensis
Xiphophorus nigrensis är en fiskart som beskrevs av Rosen, 1960. Xiphophorus nigrensis ingår i släktet Xiphophorus och familjen Poeciliidae. Inga underarter finns listade i Catalogue of Life.